# Ernesto Ramiro Estacio
Ernesto Ramiro Estacio és un polític colombià membre del Moviment Autoritats Indígenes de Colòmbia i ha estat elegit per elecció popular per integrar el Senat de Colòmbia.

## Congressista de Colòmbia
En les eleccions legislatives de Colòmbia de 2006, Ramiro Estacio va ser triat senador de la república de Colòmbia pel Moviment Autoritats Indígenes de Colòmbia.

### Iniciatives
El llegat polític d'Ernesto Ramiro Estacio s'identifica per la seva participació en les següents iniciatives des del congrés:

- Ordenament territorial en desenvolupament dels articles 286, 329 i 330 de la Constitució Política.[3]
- Modificació de l'article 29 i addició d'un nou capítol a la Constitució Política de Colòmbia.[4]
- Expedició de normes orgàniques en matèria d'ordenament territorial en desenvolupament dels articles 286, 329 i 330 de la Constitució Política.[5]
- Servei militar voluntari.[6]

## Carrera política
La seva trajectòria política s'ha identificat per:

### Càrrecs públics
Entre els càrrecs públics ocupats per Ernesto Ramiro Estacio, s'identifiquen:
| Càrrec públic                                                                                  | Partit polític                            | Data Inici            | Data Fi               |
| Senador de la República de Colòmbia                                                            | Moviment Autoritats Indígenes de Colòmbia | Error: temps no vàlid | Error: temps no vàlid |
| Consultor Projecte Caracterització Sociocultural En Salut Dels Pobles Indígenes De Nariño      | Moviment Autoritats Indígenes de Colòmbia | Error: temps no vàlid | Error: temps no vàlid |
| Membre De la Mesa Nacional De Concertació Dels Pobles Indígenes Davant El Ministeri D'Educació | Moviment Autoritats Indígenes de Colòmbia | Error: temps no vàlid | Error: temps no vàlid |
| Membre Del Consell Major D'Educació De les Pastures                                            | Moviment Autoritats Indígenes de Colòmbia | Error: temps no vàlid | Error: temps no vàlid |
| Governador Del Cabildo Indígena De Panan (Nariño)                                              | Moviment Autoritats Indígenes de Colòmbia | Error: temps no vàlid | Error: temps no vàlid |